# タンデムジャンプ

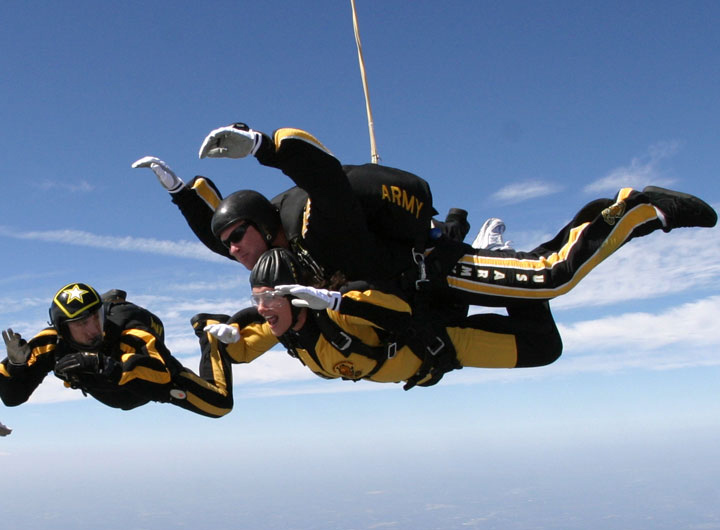
タンデムジャンプ

タンデムジャンプはスカイダイビングにおいて、1つのパラシュートに2人をくくりつけて飛び降りること。タンデムスカイダイビングとも言う。
通常1人は未経験者であり、もう1人は熟練者で、熟練者がパラシュートを開くひもを引っ張る。
熟練者が上に被さるような姿勢で飛び降りるが、落下速度を下げる為のドローグシュート（減速用パラシュート）を先に開き、その後メインパラシュートを開く点が一人でのダイビングとの大きな違いである。